# Sclerocarya
Sclerocarya é um género botânico pertencente à família Anacardiaceae.

## Espécies
- Sclerocarya gillettii
- Sclerocarya birrea

1. ↑  «Sclerocarya — World Flora Online». www.worldfloraonline.org. Consultado em 19 de agosto de 2020